# Jean Chrétien
Joseph Jacques Jean Chrétien (ur. 11 stycznia 1934 w Shawinigan) – kanadyjski polityk, premier Kanady z ramienia Partii Liberalnej od 3 listopada 1993 do 12 grudnia 2003.
W latach 1963–2000 poseł do Izby Gmin, w latach 1967–1968 minister bez teki, minister skarbu (1968), w latach 1968–1974 minister ds. indiańskich, w latach 1974–1976 minister skarbu, w latach 1976–1977 minister gospodarki, w latach 1977–1979 minister finansów, minister sprawiedliwości (1980–1982), w latach 1982–1984 minister energetyki, minister spraw zagranicznych (1984), wicepremier (1984).

## Życiorys
Urodził się w Shawinigan w Quebecu. Ukończył studia prawnicze na Uniwersytecie Laval w 1958. W 1957 poślubił Aline Chainé (1936-2020), z którą ma troje dzieci. Przed zaangażowaniem się w politykę praktykował prawo w Quebecu.
Na początku lat sześćdziesiątych zaangażował się w politykę. Do parlamentu został wybrany po raz pierwszy w 1963. Od tego czasu niemal nieprzerwanie w nim zasiada jako deputowany z ramienia Liberalnej Partii Kanady. Piastował liczne funkcje państwowe. W 1967 został ministrem bez teki, a następnie był kolejno ministrem skarbu, spraw indiańskich, finansów, sprawiedliwości, energetyki. W rządzie Pierre’a Trudeau aktywnie uczestniczył w tworzeniu i implementacji polityki multikulturalizmu oraz opieki socjalnej. W momencie, gdy jego wielki poprzednik i mentor Pierre Trudeau odchodził na polityczną emeryturę, Jean Chrétien był najbardziej doświadczonym politykiem i biurokratą w Partii Liberalnej. Nic więc dziwnego, że bez trudu został liderem partii i opozycji w 1984. W dziesięć lat później pokonał z kretesem konserwatystów, zapewniając swej partii większość parlamentarną na kolejne trzy kadencje.
Jowialny i wzbudzający sympatię Chrétien w czasie prawie dziesięciu lat rządów spełnił niemal wszystkie swe przedwyborcze obietnice (z wyjątkiem nierealnej – zniesienia podatku VAT). W krótkim czasie udało mu się wydźwignąć gospodarkę kanadyjską z głębokiej recesji i uczynić ją jedną z najszybciej rozwijających się w G7. Udało się jednocześnie zdławić inflację, pobudzić rozwój, zmniejszyć bezrobocie, ograniczyć wydatki budżetowe, zredukować etatyzm, zlikwidować deficyt budżetowy, a nawet rozpocząć spłacanie długu publicznego.
W pierwszych latach XXI wieku opinia publiczna zaczęła być nieco zmęczona obecnością Chrétiena na scenie politycznej. On sam, jak się wydaje, zaczął powoli tracić energię. Dokładając do tego szereg kontrowersyjnych wypowiedzi i gaf dyplomatycznych, spowodowało to rewoltę w Partii Liberalnej. Choć z początku Chrétien nie zamierzał rezygnować z przywództwa, wobec nacisków swej partii złożył rezygnację z przewodzenia partii w listopadzie 2003. Zakończył urzędowanie jako premier 12 grudnia 2003.
Na pożegnalnej gali obok emocjonalnych przemówień, często przerywanych owacjami, w części artystycznej wystąpili: kanadyjski weteran rock and rolla Paul Anka i jazzman Oscar Peterson.
W 2009 został odznaczony przez królową Elżbietę II Orderem Zasługi, a w 2023 Wielką Wstęgą Orderu Wschodzącego Słońca.